# Rathaus (Schkeuditz)

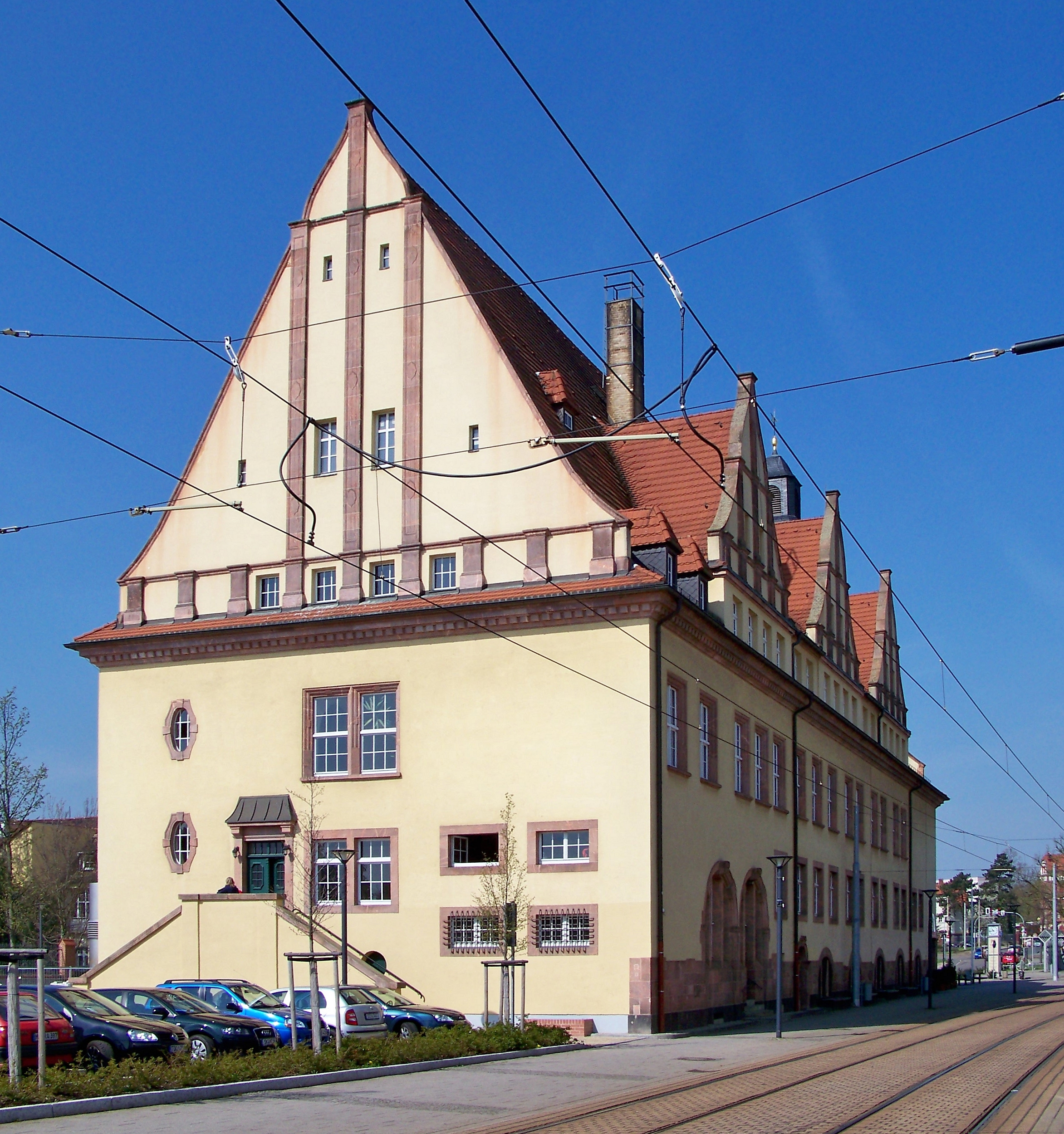
Schkeuditzer Rathaus, 2010

Das Rathaus Schkeuditz ist ein Baudenkmal in der sächsischen Stadt Schkeuditz.
Es wurde in den Jahren 1912 bis 1913 nach Plänen des Architekten Camillo Günther im Stil des Historismus erbaut.

## Vorgängerbauten am Markt

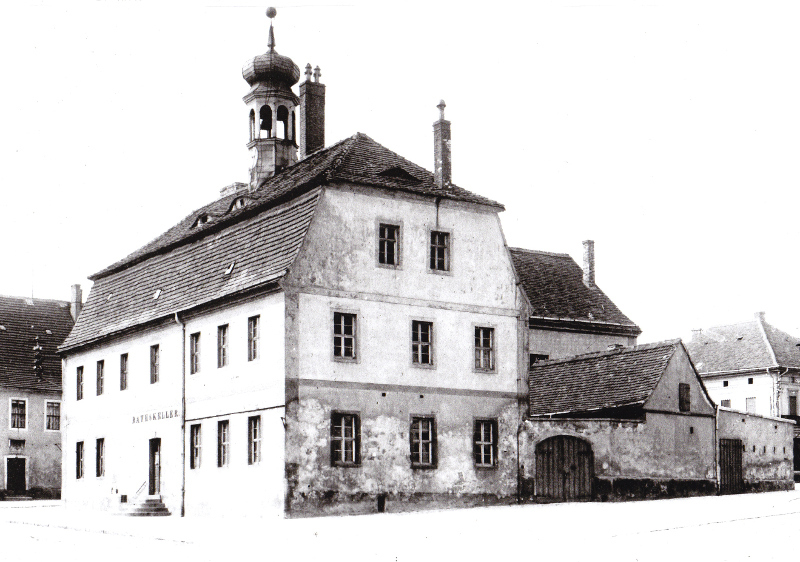
Altes Rathaus von Schkeuditz

Wann genau Schkeuditz das Stadtrecht erhielt, ist unbekannt, aber 1436 wurde dieses durch den Merseburger Bischof bestätigt. Ein Platz zur Wahrnehmung der Ratsaufgaben wird es damals schon gegeben haben. Während des Dreißigjährigen Krieges wurde Schkeuditz 1632 nahezu vollständig niedergebrannt und das Rathaus entweder zerstört oder zumindest stark beschädigt. Das im Anschluss gebaute Rathaus war knapp 100 Jahre später aber bereits in einem sehr schlechten Zustand. Aus einem Bericht der Stadtverordneten an den Herzog von Merseburg: „… unser hiesiges Rathaus, welches Ao 1632 gebauet, durch die Länge der Zeit in einen dergestaltigen ruineusen und baufälligen Zustand gerathen, daß wir bei unseren ordentl. Zusammenkünften kaum unseres Lebens gesichert und in Furchten stehen müssen, es durffte dasselbe einmal gar ineinander fallen...“ 1730 Beschloss der Rat den Neubau des Rathauses und veranschlagte Kosten von 1.349 Talern. 1732 begannen die Bauarbeiten am heutigen Marktplatz (51° 23′ 38,5″ N, 12° 13′ 14,9″ O)
und am 23. Mai 1733 wurde der Neubau eingeweiht. Die Gesamtkosten beliefen sich auf 2.660 Taler. Rund einhundert Jahre später wurde der Bau als zu klein befunden und 1841 gründete sich eine Aktiengesellschaft mit dem Zweck, den Bau eines Saalgebäudes an der Rathausnordseite zu ermöglichen. Am 10. November desselben Jahres wurde der Anbau der Stadtgemeinde übergeben. 1874 erhielt das Rathaus dank einer Spende eine Turmuhr und eine neue Wetterfahne. Zu Anfang des 20. Jahrhunderts reichte das Rathaus nicht mehr für die Bedürfnisse der Stadtverwaltung. 1904 wurde ein Teil der Verwaltung in die neu gebaute zweite Stadtschule ausgelagert und Steuerkasse und das Meldeamt mussten in anderen Gebäuden untergebracht werden. Die Bausubstanz des intensiv genutzten Gebäudes verschlechterte sich gleichzeitig und 1908 musste der Ratssaal von der Baupolizei gesperrt werden. Die letzte Ratssitzung im alten Rathaus fand am 13. Oktober 1913 statt und in den letzten Jahren des Ersten Weltkrieges diente es nur noch als Armenküche. 1920 wurde das Gebäude abgebrochen und an der Stelle eine Grünfläche angelegt. Auf den Ort des ehemaligen Eingangstores dieses Rathauses weist bis heute eine in das Straßenpflaster eingearbeitete Jahreszahl „1888“ hin.

## Geschichte des neuen Rathauses

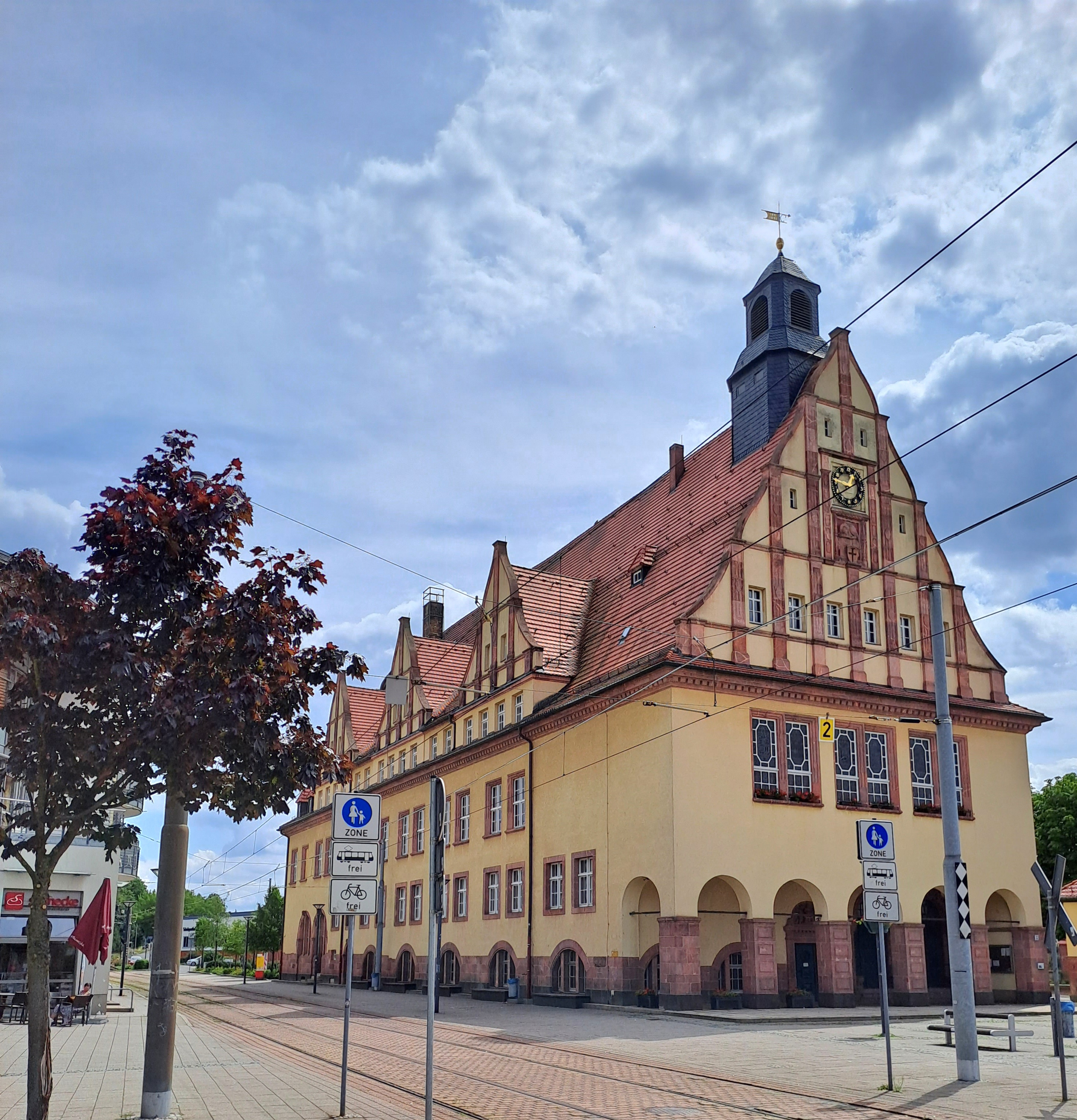
Rathaus aus nordwestlicher Richtung, 2023

Der Beschluss über den Neubau des Rathauses wurde bereits 1909 gefasst. Uneinigkeit gab in Bezug auf die Ausführung und den Ort des Neubaus.
Der ins Auge gefasste Bauplatz am Wilhelmplatz (heute Rathausplatz) war sehr teuer. Weitere Optionen waren daher auch ein Neubau oder Umbau am bisherigen Ort sowie der Bau eines dreieckigen Gebäudes direkt auf dem Wilhelmplatz.
Auf einer Stadtverordnetensitzung im Mai 1909 gab es eine Mehrheit für den Umbau des alten Rathauses. Der Magistrat lehnte diese Lösung aber ab, so dass die nächsthöhere Instanz, der Regierungspräsident des Kreises Merseburg eingeschaltet wurde. Dieser entschied zunächst, dass der Umbau des bisherigen Rathauses umzusetzen sei.
Die Entscheidungsfindung begann aber erneut, nachdem durch Bürgermeister Schmidt die Möglichkeit einer Finanzierung mit Kauf eines Grundstücks am Wilhelmplatz vorschlug mit dem nachfolgenden Weiterverkauf eines Teils dieses Grundstückes um die finanzielle Belastung zu minimieren. Letztendlich wurde eine Kommission aus Stadtverordneten, Magistrat und dem königlichen Kreis-Bauinspektor gebildet und nach einer knappen Entscheidung der Erwerb des Grundstücks am Wilhelmplatz für 110.000 Mark beschlossen.
Im Dezember 1909 startete der Architektenwettbewerb, der mit der Auslobung von Preisgeldern von 2.500, 1.500 und 1.000 Mark einen Anreiz zur Teilnahme setzte. Zum Abgabetermin am 1. April 1910 lagen schließlich 277 Entwürfe vor.
Gewinner des Wettbewerbs war Camillo Günther. Die Kommission begründete ihre Entscheidung mit den Worten: „Die Lage im Straßenbild ist ungezwungen und glücklich zu der Platzgestaltung gewählt. Der Grundriss zeigt die denkbar einfachste und für die Ausführung billigste Form. Durch Treppe und Ratsdiele ist ein stimmungsvolles Inneres geschaffen. Der Mittelflur ist zwar etwas lang, doch läßt sich eine gute Belichtung durch das Kopflicht und die Oberlichte über den Türen erreichen. Der architektonische Aufbau ist von großer Klarheit und Einheitlichkeit und verrät feines künstlerisches Empfinden und Sicherheit in der Beherrschung der Einzelform.“
Am 4. Mai 1912 begannen die Bauarbeiten mit dem Ausheben der Baugrube. Der Boden unterhalb des Grundwasserspiegels stellte sich als Treibsandboden heraus, der in die Baugrube drängte. Mehrkosten von 4.200 Mark durch eine erforderliche Spundwand waren die Folge. Weitere Zusatzkosten von rund 24.000 Mark entstanden durch die nun notwendig gewordene massive Fundamentplatte aus Eisenbeton.
Trotz weiterer Schwierigkeiten konnte nach einer Bauzeit von anderthalb Jahren am 28. Oktober 1913 das Rathaus eröffnet werden.

## Lage und Baubeschreibung
Das Rathaus liegt am südöstlichen Rand des Schkeuditzer Rathausplatzes. Es wurde im Stil des Historismus erbaut und trägt auch Merkmale des Jugendstils.
Der Rechteckbau ist grob in ostwestlicher Lage ausgerichtet.
Das Gebäude hat einen Sockel mit Werksteinen, welche aus Rochlitzer Porphyr gefertigt wurden.
Das Dach ist als Satteldach ausgeführt und hat auf der Nordseite drei, auf der Südseite zwei Zwerchhäuser. Dicht am westlichen Giebel befindet sich ein Dachturm. Die Glocken wurden in Apolda in der Glockengießerei „Franz Schilling Söhne“ gegossen.
Die Westfassade wurde im Vergleich zu den drei anderen Seiten besonders schmuckvoll ausgeführt.
Der im Stil der Neorenaissance ausgeführte Schweifgiebel ist horizontal und vertikal durch Werksteine aus Porphyr gegliedert. Zentral befindet sich das Schkeuditzer Wappen und darüber die 1913 von der Uhrenfabrik Bernard Zachariä angefertigte Uhr.
Unterhalb des Giebels befinden sich die drei Doppelfenster zum Ratssaal. Diese und weitere bemalte Fenster im Rathaus wurden von der Münchener Firma Franz Xaver Zettler gefertigt. Die Entwurfe dafür stammen von Paul Neu.
Der untere Teil der Fassade wird durch eine Arkadengang abgeschlossen. Hier befindet sich der Eingang zum Ratskeller.
Am Gebäude angebrachte Bildhauerarbeiten aus Porphyr stammen vom Hamburger Bildhauer Max Rühle, der nach Vorlagen von Richard Kuöhl arbeitete. Kuöhl fertigte auch Entwürfe für die im Rathaus verwendeten figürlichen Keramikkacheln, die von der Leipziger Firma Kretschmann hergestellt wurden. Diese wurden unter anderem im Foyerbrunnen verbaut.

## Ratskeller
Erstmals erwähnt wurde ein Ratskeller 1508. Damals hatte der Gasthofbesitzer Veit von Schafstädt das Schankrecht für fremde Biere und Weine erworben.
1813 war General Yorck vor der Völkerschlacht bei Leipzig in Schkeuditz stationiert und nahm zusammen mit seinen Offizieren im Schkeuditzer Ratskeller sein letztes Frühstück vor der Schlacht ein.
Erst 1845 wurde Ausschank auswärtiger Weine und Biere liberalisiert und war nicht mehr nur dem Ratskeller erlaubt.
1913 wurde der Betrieb durch den letzten Wirt Paul Brendel wegen Baufälligkeit des alten Rathauses eingestellt.
Im selben Jahr wurde das neue Rathaus eingeweiht und der Ratskeller am 3. Oktober 1913 durch den neuen Wirt Alois Kafka aus Stendal eröffnet. Bis 1957 gab es über die Jahre immer wieder andere Wirte, ab dem 1. Februar 1957 übernahm aber die Konsumgenossenschaft Schkeuditz die Pacht des Ratskellers.
Die ursprüngliche Einrichtung aus Mobiliar, Wandtäfelungen, schmiedeeiserne Lampen und Verkleidungen wurde entfernt und durch einfaches Kantinenmobiliar ersetzt. Die Entwürfe für die Ausschmückung stammten vom Schkeuditzer Maler Karl-Heinz Häse. Der Volksmund nannte den Ratskeller zu dieser Zeit aufgrund der primitiven Einrichtung auch „Wartesaal“.
1985 erfolgte mit dem neuen Wirt Olaf Heß eine Rückbesinnung und der Ratskeller erhielt eine passendere Inneneinrichtung. Weitere Pächter folgten, unter anderem wurde der Ratskeller als griechisches und später als Asia-Restaurant geführt. Seit 2021 ist die Gaststätte geschlossen und die Stadt sucht (Stand 2024) nach einem neuen Pächter.

## Verkehr
Das Rathaus ist über die Haltestelle „Schkeuditz, Rathausplatz“ mit mehreren Buslinien und einer Straßenbahnlinie des Mitteldeutschen Verkehrsverbunds an den öffentlichen Nahverkehr angeschlossen.